# 1428: Shadows over Silesia
1428: Shadows over Silesia je akční adventura, takto sólo projekt Petra Kubíčka (studio KUBI Games) z roku 2022. Jedná se o temnou fantasy zasazenou do období husitských válek, poháněnou motorem (engine) Unity. Jde o první českou videohru, která je plně přístupná nevidomým. Dva roky po vydání se dočkala datadisku Turnaj na Medvědí skále.

## Hratelnost
Příběh 1428: Shadows over Silesia obsahuje přes 13 kapitol, během kterých hráč převezme roli husity Hynka a rytíře Lothara. Děj je lineární s důrazem na příběh. Hratelnost kombinuje různé žánry včetně adventury, Stealth hry a akční šermířské hry. Boje jsou taktické s důrazem na realismus. Hráč se musí při soubojích bránit a své údery dobře načasovat, aby dokázal soupeře porazit; pokud hráč čelí přesile, musí využít výhodnou pozici. Hráč musí často používat plížení místo toho, aby čelil nepřátelům přímo. Některé části se zaměřují na adventurní aspekt hry, kdy hráč sbírá různé předměty, aby je mohl použít k dalšímu postupu (jako jsou klíče) a řešit logické hádanky. Hráč také na své cestě nachází různé texty, které rozšiřují tradici hry. Některé texty jsou psány šifrou, kterou musí hráč vyřešit v logické minihře; další minihrou jsou kostky.

## Příběh
Hra se odehrává během husitského tažení do Slezska léta 1428. Příběh je vyprávěn očima husitského hejtmana Hynka a rytíře špitálníka Lothara, jejichž osudy se propletou. Otázkou je, jestli zůstanou nepřáteli nebo spojí své síly, aby čelili větší hrozbě.

## Vývoj a vydání
Hra 1428: Shadows over Silesia byla oznámena 18. února 2020 poté, co projekt opustil předprodukční fázi vývoje. Kvůli nedostatku financí spustili vývojáři 7. září 2021 crowdfundingovou kampaň přes platformu Hithit s žádostí o 500 000 Kč. Crowdfundingová kampaň byla úspěšně ukončena 7. října 2021. Vybralo se celkem 606 670 Kč. Dne 7. února 2022 vyšlo demo, zatímco datum vydání bylo stanoveno na konec léta 2022.
Vývojáři 21. března 2022 oznámili, že hra bude plně přístupná pro nevidomé. Studio KUBI Games při vývoji spolupracovalo s nevidomým programátorem Lukášem Hosnedlem. Hra obsahuje navigační sonar a recitaci psaných textů.
Datum vydání bylo stanoveno na 6. září 2022, ale následně odloženo na 4. října 2022, kdy hra skutečně vyšla na Steamu. Obchod Xzone vydal fyzickou kopii hry.

## Datadisk
Na podzim 2024 vyšel přídavek Turnaj na Medvědí skále, přinášející krom turnajového klání i pětihodinový vlastní příběh s novým tajemstvím, které hráči musí odhalit. Spolu s vydáním datadisku Kubíček vylepšil i základní hru.

## Přijetí
Stíny nad Slezskem získaly ocenění Česká hra roku 2022.

### Recenze
- Jan Kouba, Bonusweb.cz  85 %[20]
- Tomáš Erhart, Level výborná 4/5[21]
- Viet Tran, Score  75 %[22]